# Avenida Canadá
La avenida Canadá es una de las principales avenidas de la ciudad de Lima, capital del Perú. Se extiende de oeste a este en los distritos de La Victoria, San Borja y San Luis.

## Recorrido
Distrito de La Victoria
Se inicia en el puente Canadá que cruza la vía expresa de la avenida Paseo de la República, cuya intersección está ubicada la estación Canadá del Metropolitano. 
Sigue el trazo de la avenida Juan Pardo de Zela proveniente del distrito de Lince.
La avenida se inicia en el distrito de La Victoria. En su primera cuadra, se ubica la oficina de requisitorias de la Policía Nacional del Perú. La vía inicia entre las urbanizaciones de Santa Catalina y Balconcillo, recorriendo por zonas eminentemente residenciales; sin embargo, su carácter de vía principal es de pequeños negocios durante todo su trayecto.  
En las primeras cuadras, sobresalen tiendas de autopartes y automóviles. En el cruce con la avenida Nicolás Arriola, en la urbanización Santa Catalina, se encuentra el primer nudo comercial de alta densidad; puesto que, hay un supermercado Metro, y locales de comida rápida como KFC y Pizza Hut.
Distrito de La Victoria / Distrito de San Borja
A partir de su cruce con la avenida Luis Aldana, la vía pasa por medio de los distritos de La Victoria y San Borja. En este tramo, del lado del distrito de La Victoria, se ubica una pollería Pardos Chicken; mientras que, del lado del distrito de San Borja, se encuentra el edificio principal del Instituto Nacional de Defensa de la Competencia y de la Protección de la Propiedad Intelectual, cerca a la avenida del Aire. La vía finaliza el distrito de La Victoria en su cruce con la avenida Aviación.
Distrito de San Luis / Distrito de San Borja

Después, entre las avenidas Aviación y San Luis, del lado del distrito de San Borja, se encuentra la urbanización popular San Juan Masías y la Huaca San Borja. Seguidamente, la vía pasa por el condominio Torres de San Borja.

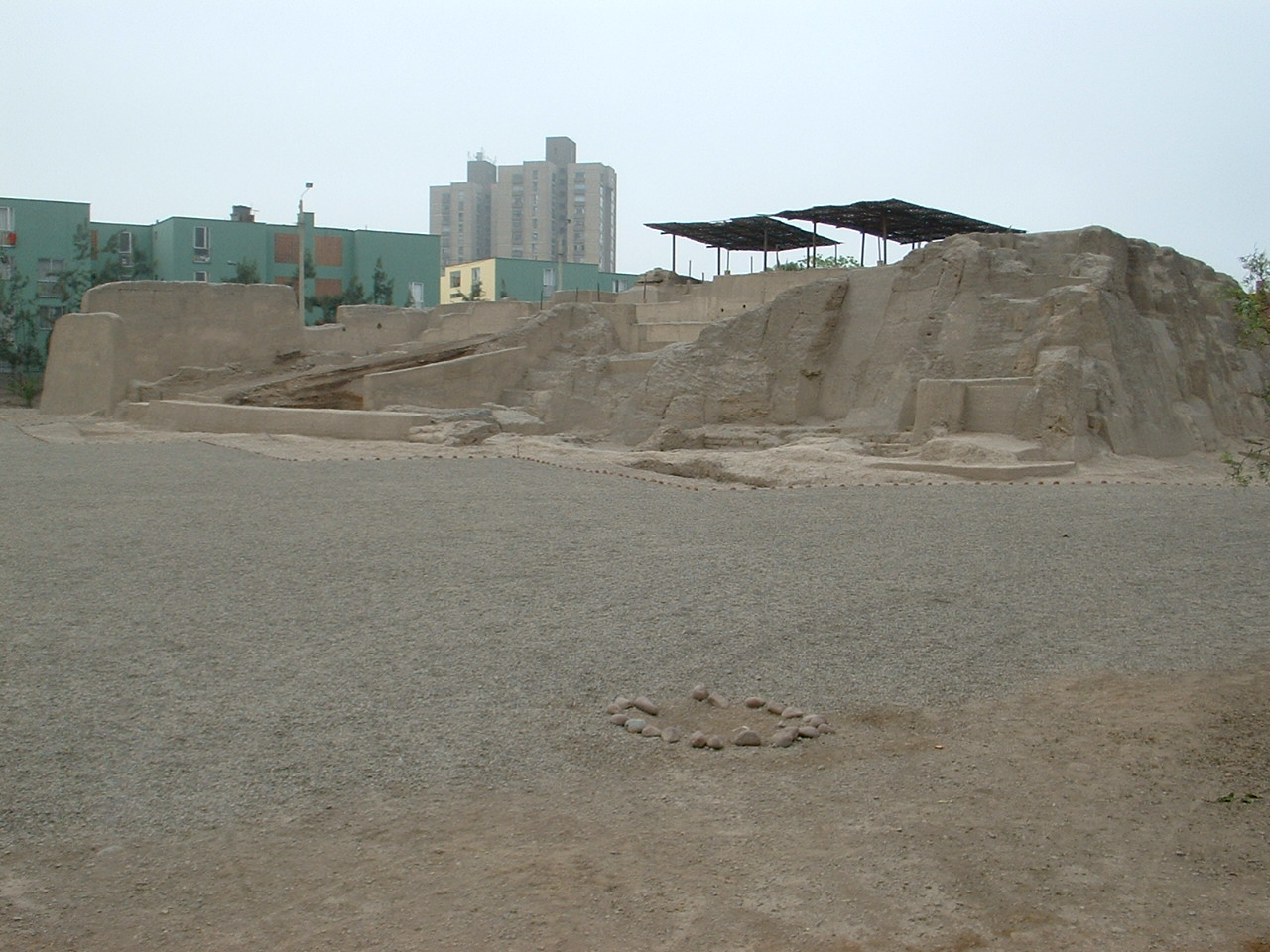
Huaca San Borja.

Por otra parte, del lado del distrito de San Luis, se encuentra el asentamiento humano Limatambo Norte, y la Federación Peruana de Fútbol, cuya puerta principal da hacia la avenida Aviación. Más adelante, se extiende la Villa Deportiva Nacional de propiedad del Instituto Peruano del Deporte, donde tienen su sede las distintas federaciones deportivas del país. Asimismo, están las sedes de las federaciones nacionales de softball y ciclismo.
Distrito de San Luis
Posteriormente, al pasar el cruce con la avenida Agustín De La Rosa Toro, la vía se adentra en su totalidad en el distrito de San Luis. En este tramo, predominan negocios de reparación de automóviles y  diversos restaurantes. Adicionalmente, cruza con las zona residenciales de La Almudena y Cahuache.
Las últimas cuadras de la avenida mantienen su predominio residencial. La vía desemboca en la avenida Circunvalación. 
Durante todo el recorrido de la avenida Canadá, se ubica una red de 4,7 km de ciclovías emergentes, ubicadas en el separador de las calzadas de la avenida e implementadas por la Municipalidad de Lima en 2020.